# Bunesd
Bunesd (románul Buneşti) szellemfalu Romániában, Hunyad megyében. Ma Balsa része.

## Fekvése
A megye északkeleti részén, az Érchegységben található. Kisalmás mellett fekvő település.

## Története
Az egykor Kisalmáshoz tartozó településről 1910 óta folyamatosan elköltöztek az emberek. 1992-ben már csak tizen laktak itt; ez tizenketted része a legmagasabb, 129 főt számláló népességnek.
Bunesd egyike azon négy Hunyad megyei falunak, amelynek már nincs lakója. A megye hegyvidéki falvainak felgyorsult elnéptelenedés folyamata miatt -amelyet a demográfiai öregedés, de a  migráció is meghatároz- néptelenedett el. A munkahiány és a műút hiánya arra késztette a lakókat, hogy a legközelebbi városokba, Zalatnába, Szászvárosba, Vajdahunyadba és Dévába költözzenek. A falu szinte teljesen megsemmisült: csak néhány ház és a fatemplom maradt meg a faluból, valamint a környéken található hatalmas alma- és szilvafák a kertekre utalnak. (Több szellemfaluból maradt meg az utóbbi, például Kakpuszta vagy Márcadópuszta).

## Galéria

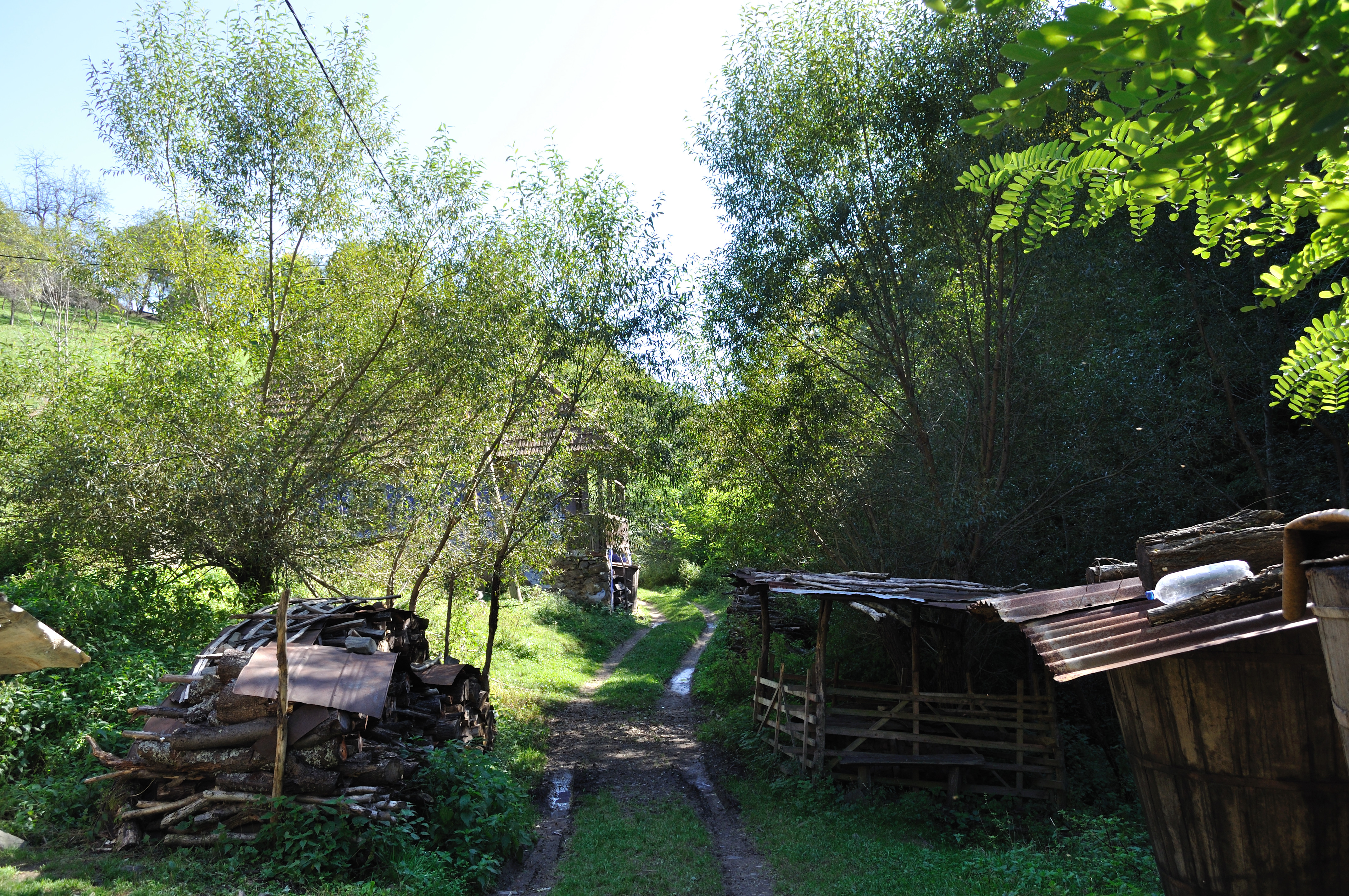
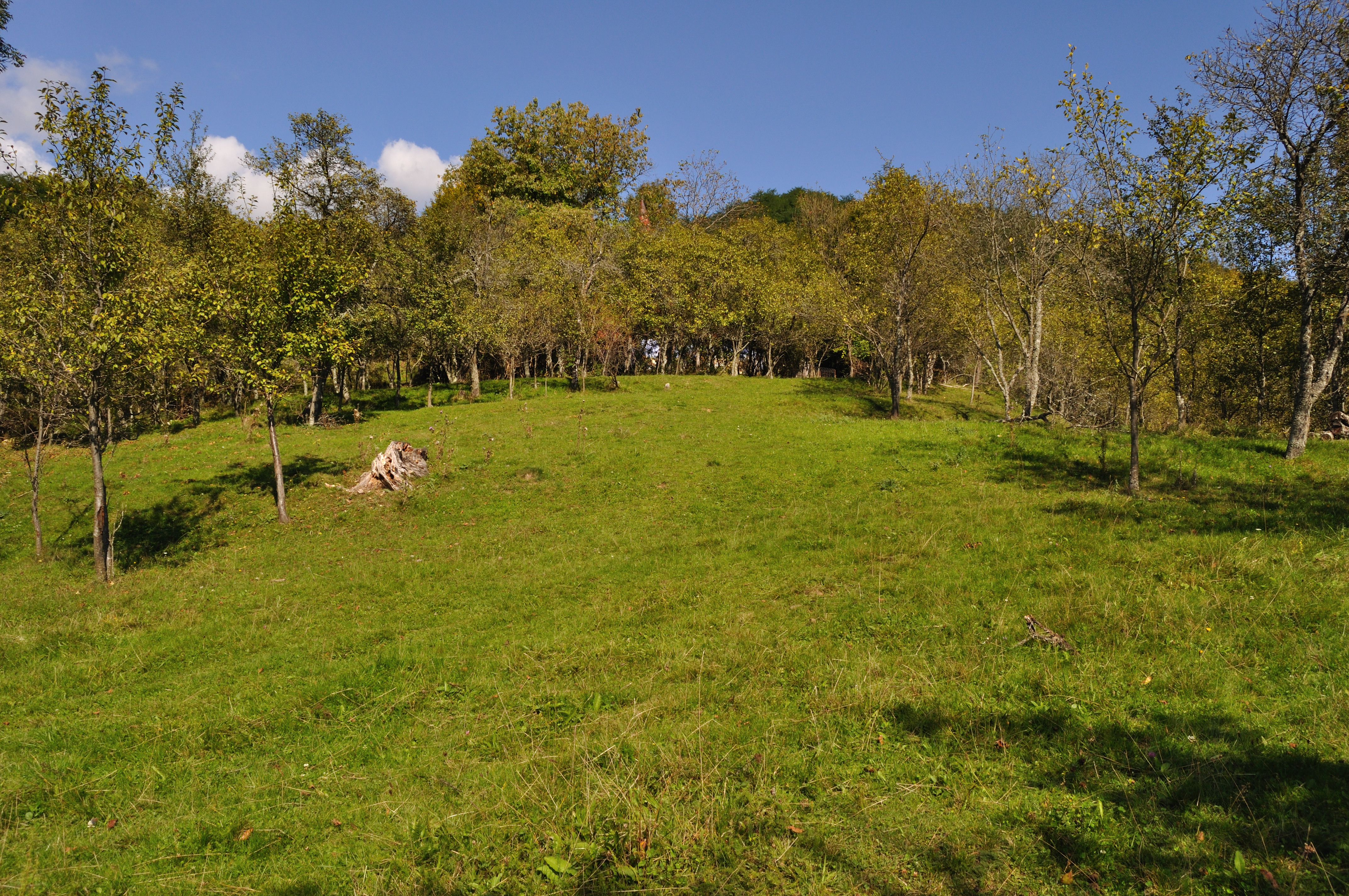
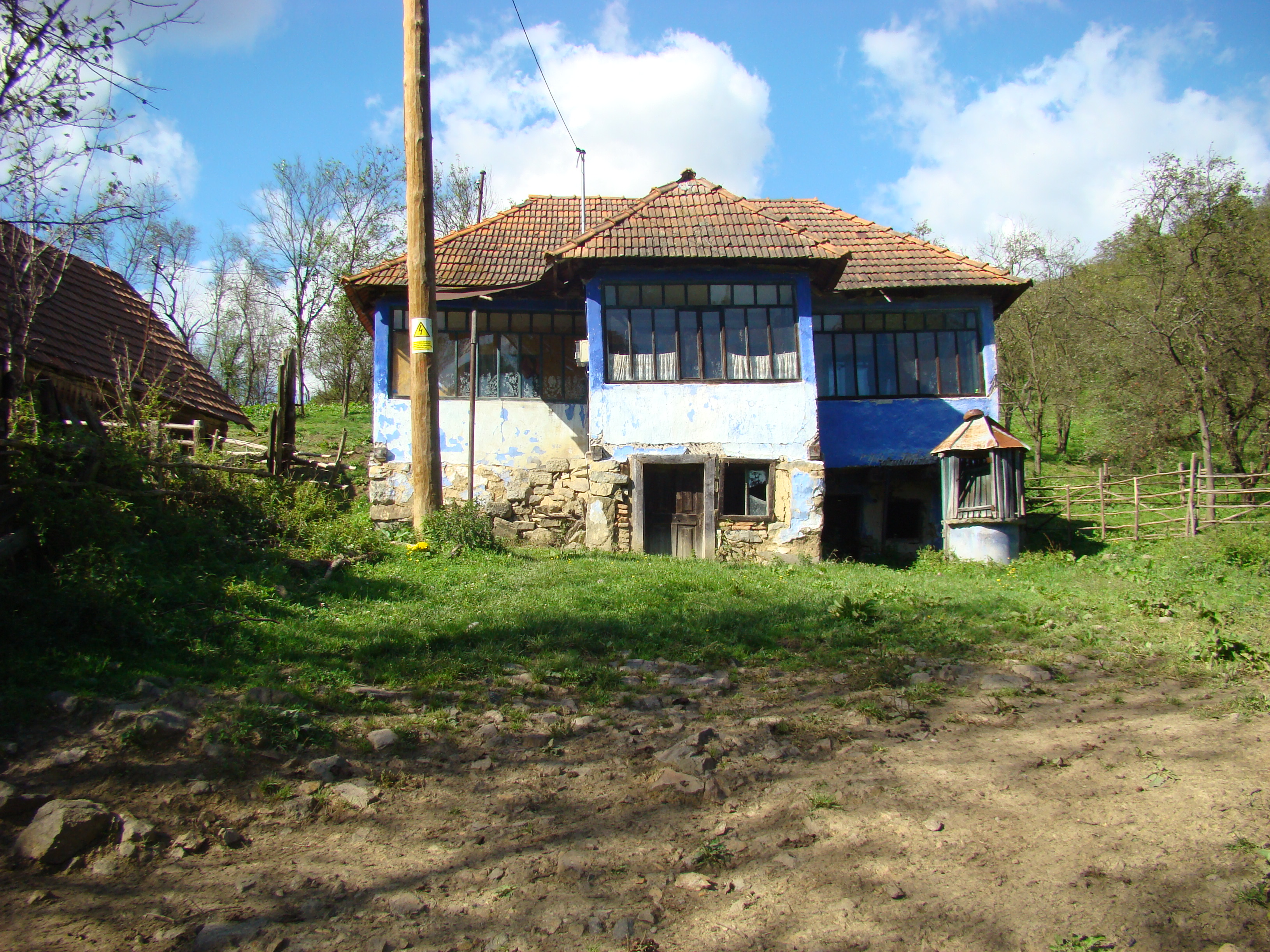
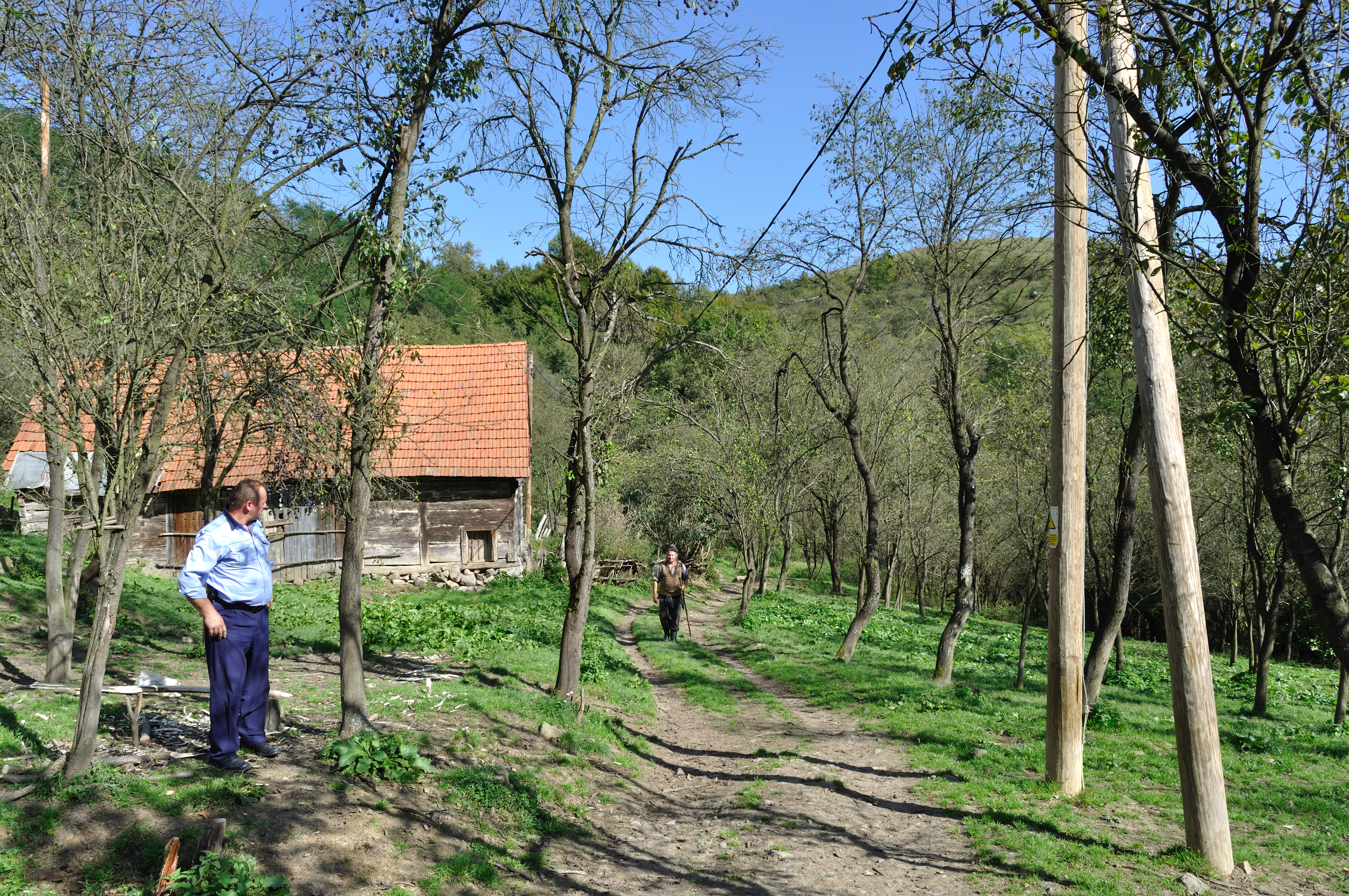
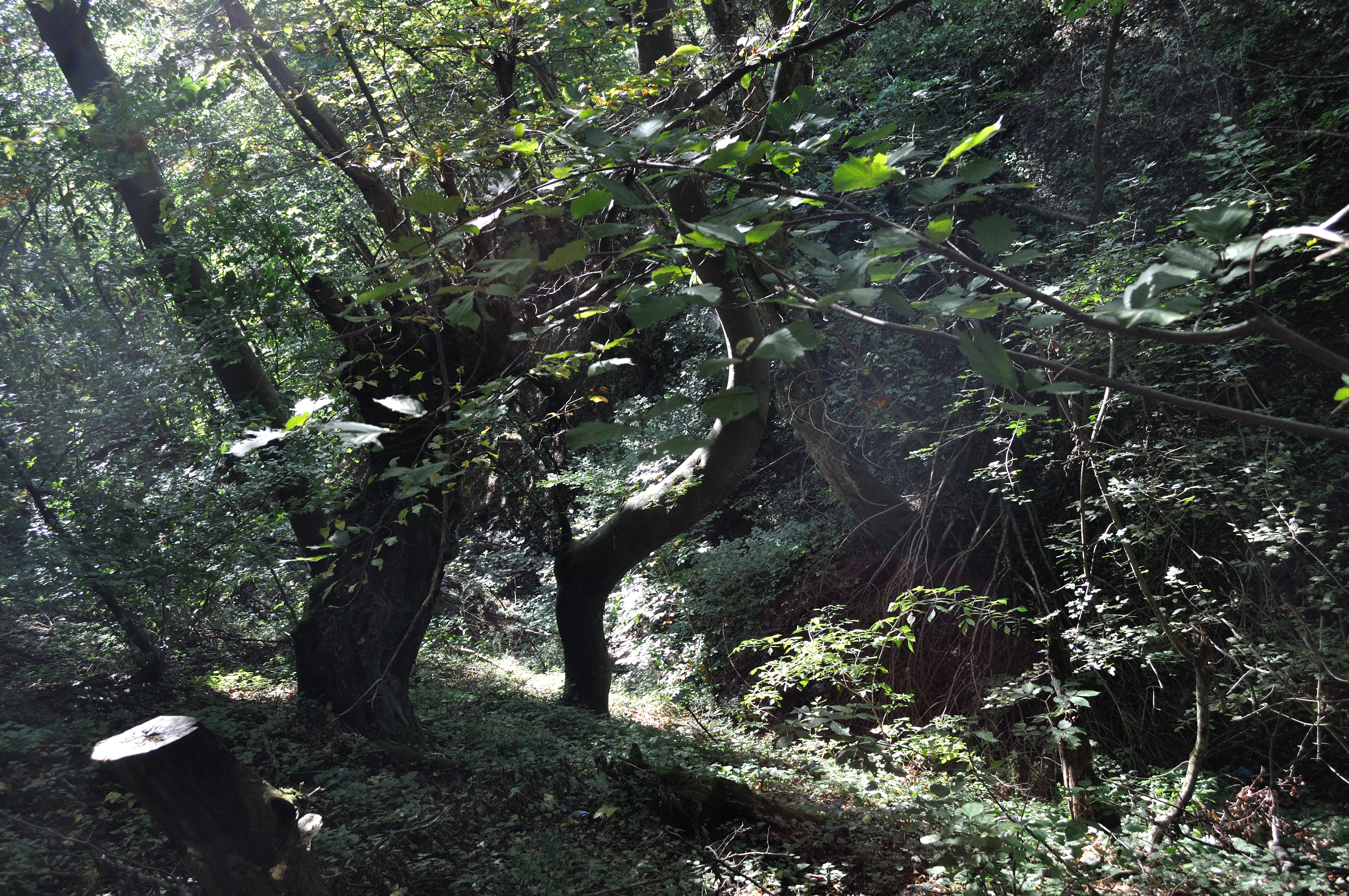
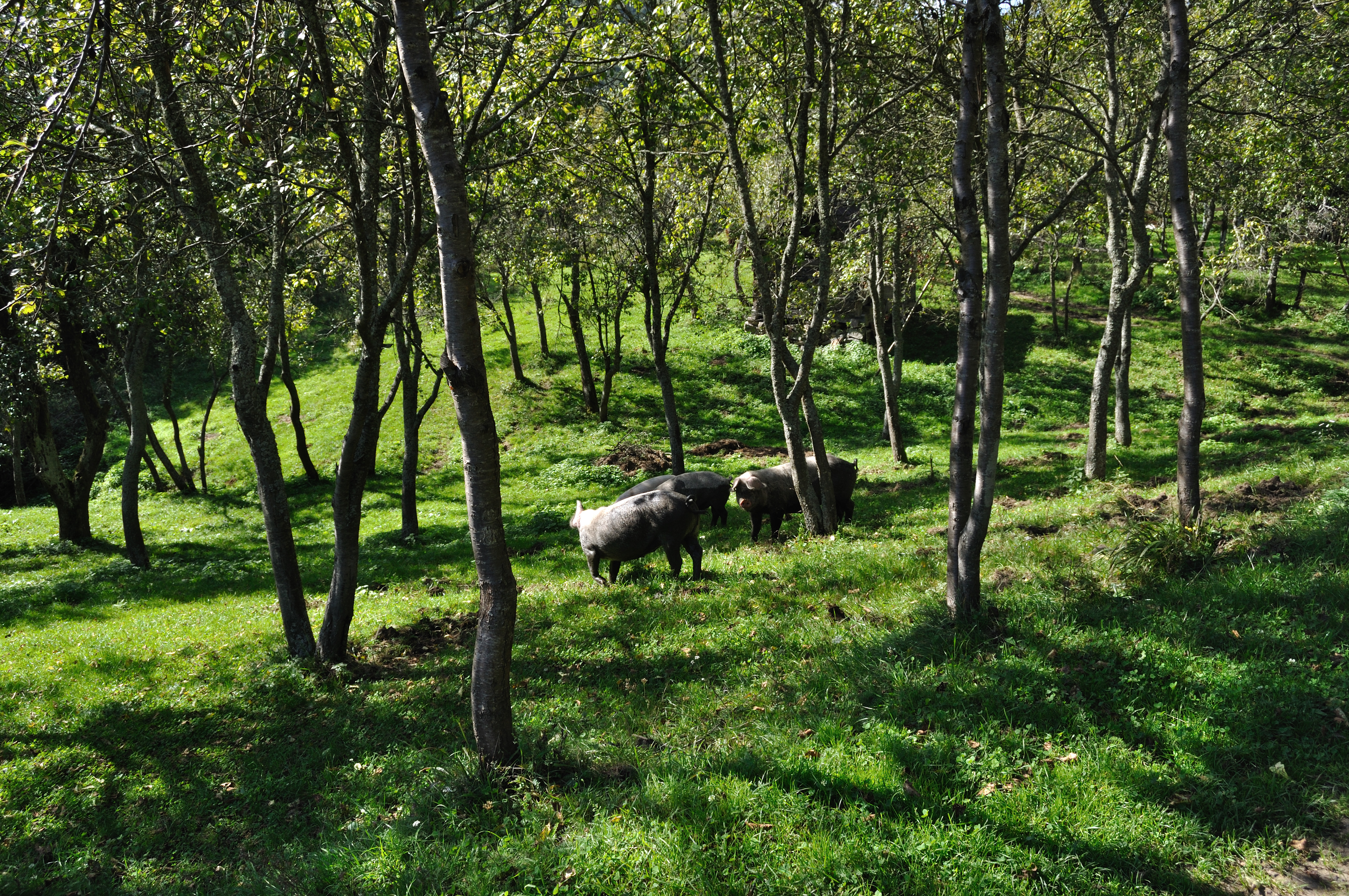
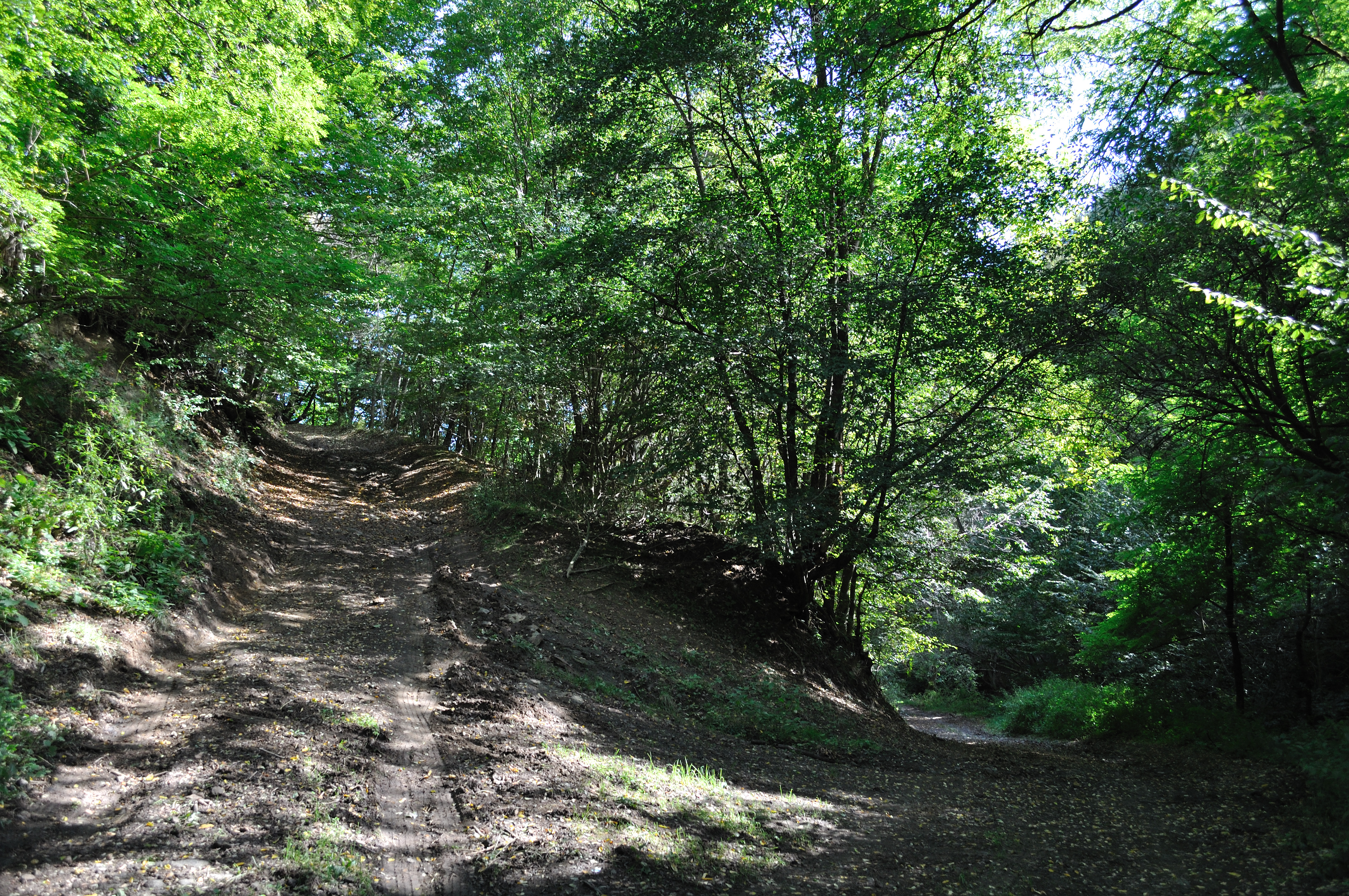
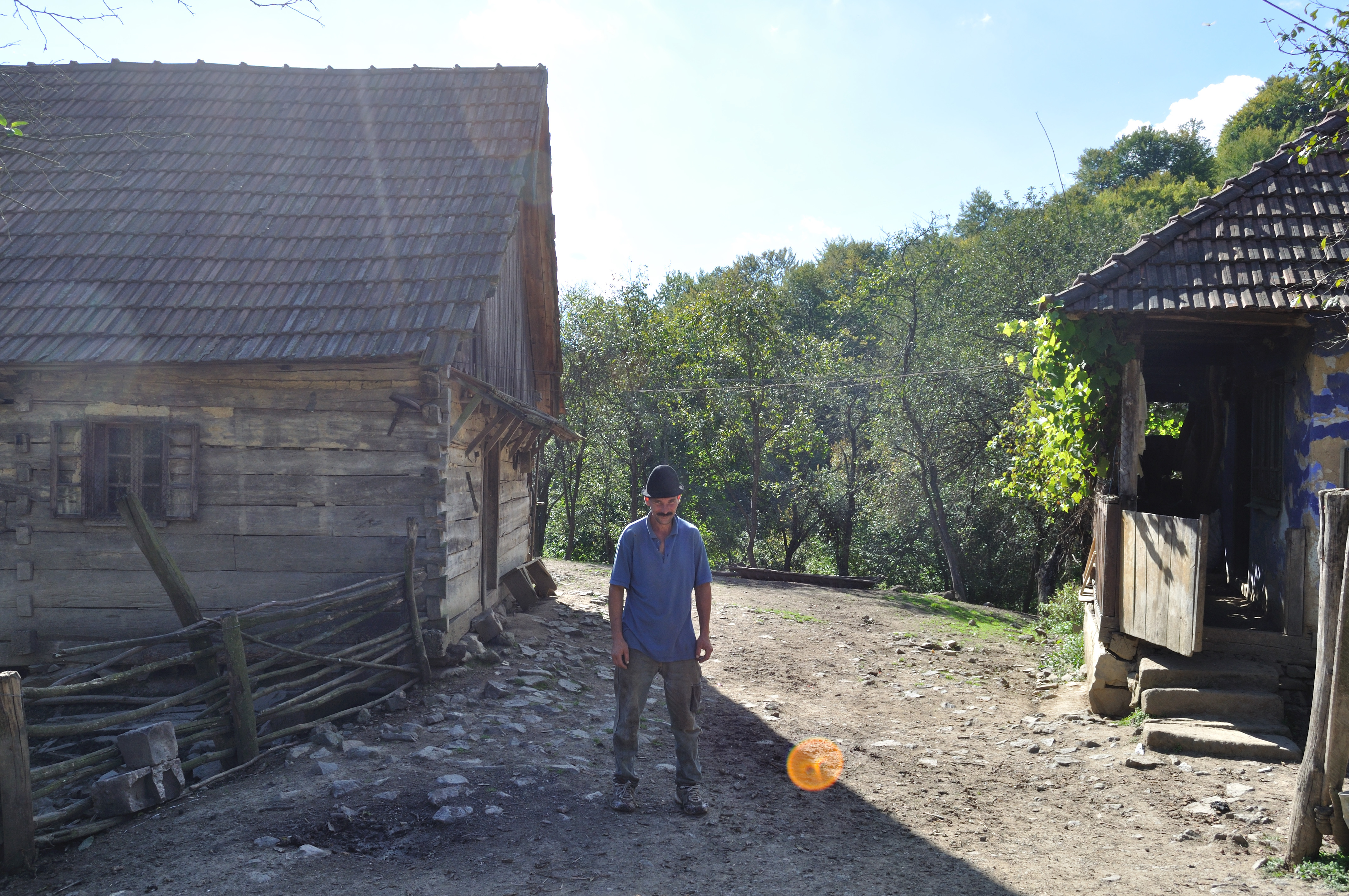